# Puerto Ángel
Puerto Ángel é uma pequena cidade costeira no estado mexicano de Oaxaca, localizada no município de San Pedro Pochutla. Ela, juntamente com San Agustínillo e Playa Zipolite, é conhecida como a "Riviera Oaxaqueña". está localizado 9 km ao sul da cidade de Pochutla aproximadamente 50 quilômetros a oeste de Huatulco e 80 quilômetros a leste de Puerto Escondido. Apesar do desenvolvimento do turismo desde a década de 1960, a cidade ainda é principalmente uma vila de pescadores, localizada em uma pequena baía cercada por colinas rochosas que levam à Serra Madre do Sul. Foi fundado em meados do século XIX como porto para as indústrias cafeeira e madeireira da região, mas desde então outros meios de transporte desses produtos o substituíram.

## História
A comunidade foi fundada na década de 1850 quando, através dos esforços de Benito Juárez, o governo construiu um cais. Naquela época, esta era uma parte muito isolada do país e o porto foi projetado para ajudar a área a desenvolver suas indústrias de café e madeira, dando-lhe um meio para transportar esses produtos para outras partes do país. O porto atingiu seu auge em 1870, quando era o porto mais movimentado do estado de Oaxaca. No entanto, após este período vários desenvolvimentos levaram ao declínio do porto. Uma ligação ferroviária e rodoviária ligava Salina Cruz à capital e surgiu como porto. Além disso, o patrocínio federal do cais de Puerto Ángel desapareceu após a morte de Juárez.
Na década de 1960, os turistas começaram a se interessar por esta parte da costa de Oaxaca. A rodovia 175, que era apenas uma trilha de terra, foi asfaltada. A Highway 200, que liga a maioria das cidades da costa do Pacífico do México, foi construída nas décadas de 1970 e 1980, conectando Puerto Ángel com destinos de praia mais populares ao norte. Aos poucos, pequenos hotéis foram construídos para acomodar os turistas, que vêm de dentro do país devido à falta de comodidades como água quente, ar condicionado ou outros confortos modernos que a maioria dos turistas ocidentais desejam.
O Furacão Pauline atingiu a costa em Puerto Ángel em 8 de outubro de 1997. Os danos a esta cidade e a muitas outras áreas costeiras de Oaxaca foram extensos.
O cais inicialmente construído no século XIX foi remodelado em 1999; no entanto, é muito alto para acomodar os barcos de pesca que utilizam o porto.
Em 2009, um número incomumente grande de pelicanos migrou para a área devido a temperaturas mais frias do que o normal mais ao norte. Muitos desses pelicanos foram acidentalmente afogados por redes de pescadores ou atropelados por barcos enquanto tentavam chegar aos peixes presos. Os pescadores pediram ajuda ao governo para descobrir o que fazer para evitar essas mortes de pelicanos, pois a maioria afirma ter afinidade com as aves e muitos até têm um pelicano como animal de estimação da família.

## A cidade

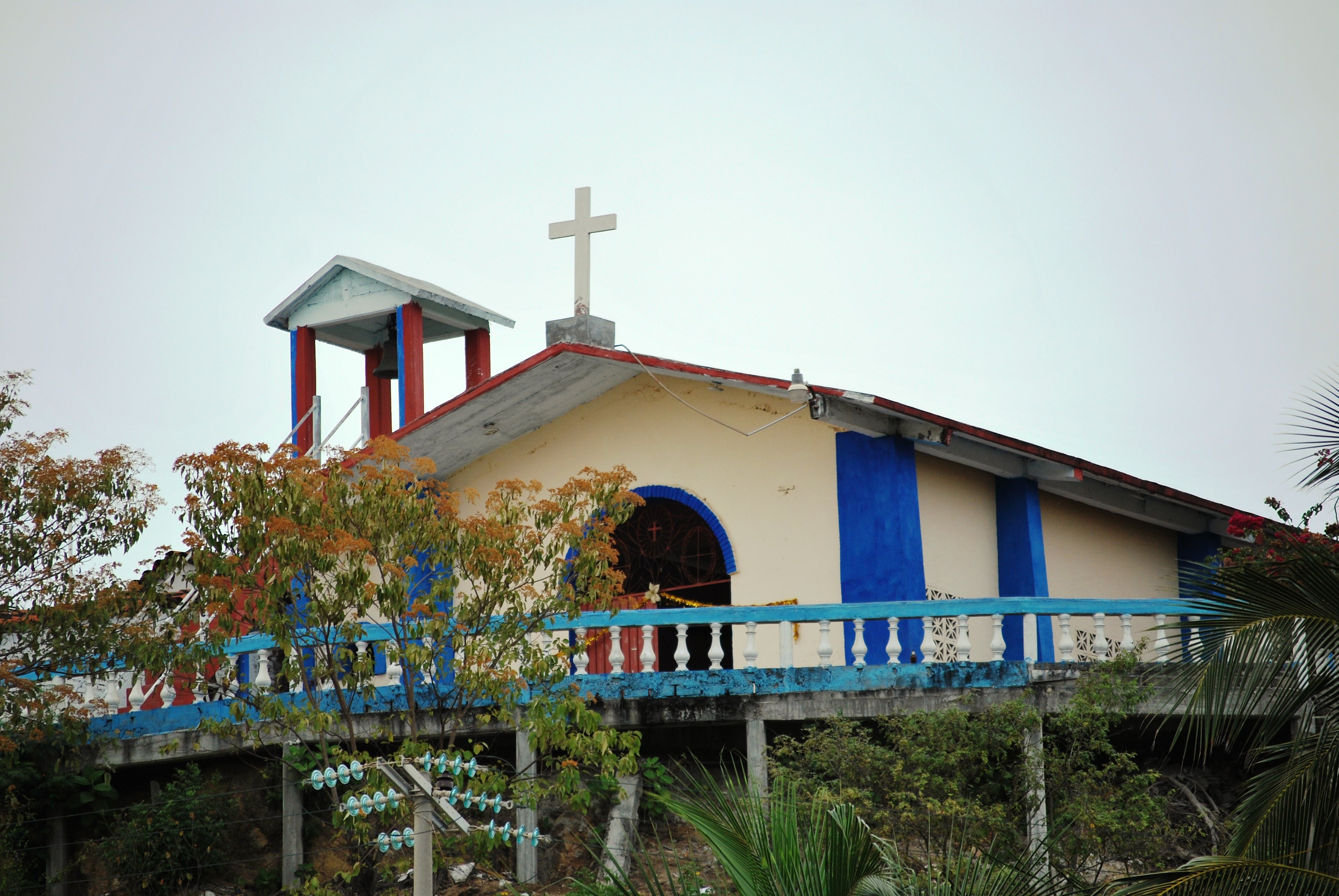
Igreja de Puerto Ángel

A comunidade de Puerto Ángel fica em uma pequena baía em forma de ferradura. De onde o oceano encontra a terra, há apenas algumas centenas de metros de terra plana antes que o terreno suba abruptamente em colinas rochosas que levam à Sierra Madre del Sur. Grande parte deste terreno plano é dedicado à estrada principal, que corre paralela à praia principal ou Playa Principal. No lado leste da baía está o cais da cidade, mas a maioria dos barcos de pesca são executados diretamente na própria praia. Mamões carregados de frutas e buganvílias são abundantes nas encostas; palmeiras povoam a praia. O clima é geralmente quente e úmido. No inverno, as temperaturas são mais amenas, mas a vegetação é relativamente marrom devido à estação seca. Os verões são quentes e abafados, com chuvas à tarde ou à noite e abundante folhagem verde.
A pesca ainda é a base econômica desta pequena comunidade de 2.440 habitantes, com o turismo local em segundo lugar. Os turistas vêm da cidade de Oaxaca, de estados vizinhos como Veracruz ou mais ao norte, vindos da cidade do México, e geralmente são de famílias da classe trabalhadora ou de classe média baixa. A cidade vê muito poucos turistas ocidentais devido à natureza envelhecida dos hotéis que carecem de confortos modernos. Por exemplo, a cidade não tem água quente, sofre cortes de energia frequentes e Wi-Fi intermitente. Não há ar condicionado em nenhum dos hotéis e as normas de higiene às vezes faltam nos estabelecimentos de alimentação local. Também conforme detalhado abaixo, como uma cidade de pescadores, o cheiro de peixe podre permanece no ar, o que para os turistas ocidentais pode ser desagradável. Como resultado da falta de turistas de fora, a cidade mantém um charme rústico e esfarrapado e continua imersa na cultura local. Enquanto a estrada principal, Boulevard Vigilio Uribe é totalmente pavimentada, muitas outras não são e encontrar animais de fazenda errantes não é incomum. O centro da cidade é marcado por uma pequena praça contígua a um cais no cruzamento das ruas Vigilio Uribe e Vasconcelos. O cheiro das vísceras do peixe podre e do processamento do peixe é distinto. Há uma pequena instalação naval localizada no lado oeste da baía. Puerto Ángel é várias vezes maior do que as comunidades oceânicas próximas de Mazunte ou Zipolite e tem um fluxo constante de tráfego em suas ruas. A cidade tem serviços essenciais como médico da polícia, farmácias, Internet e mercados básicos. Bancário é melhor feito na cidade vizinha de Pochutla.
Como outras partes da "Riviera Oaxaqueña", Puerto Ángel é popular entre os turistas mexicanos que procuram um ambiente relaxante. A cidade enche durante a Semana Santa, um momento popular para férias no México. Há vida noturna limitada e não há discotecas barulhentas. As acomodações aqui são muito básicas sem chuveiros quentes e ar condicionado, os quartos estão desgastados com o tempo, no entanto, como os mosquitos são ativos aqui, especialmente à noite, a maioria dos lugares oferece mosquiteiro. Os hotéis na parte principal da cidade não estão na praia em si devido à sua natureza comercial, mas sim nas encostas. Existem vários hotéis à beira-mar em Playa Panteón.

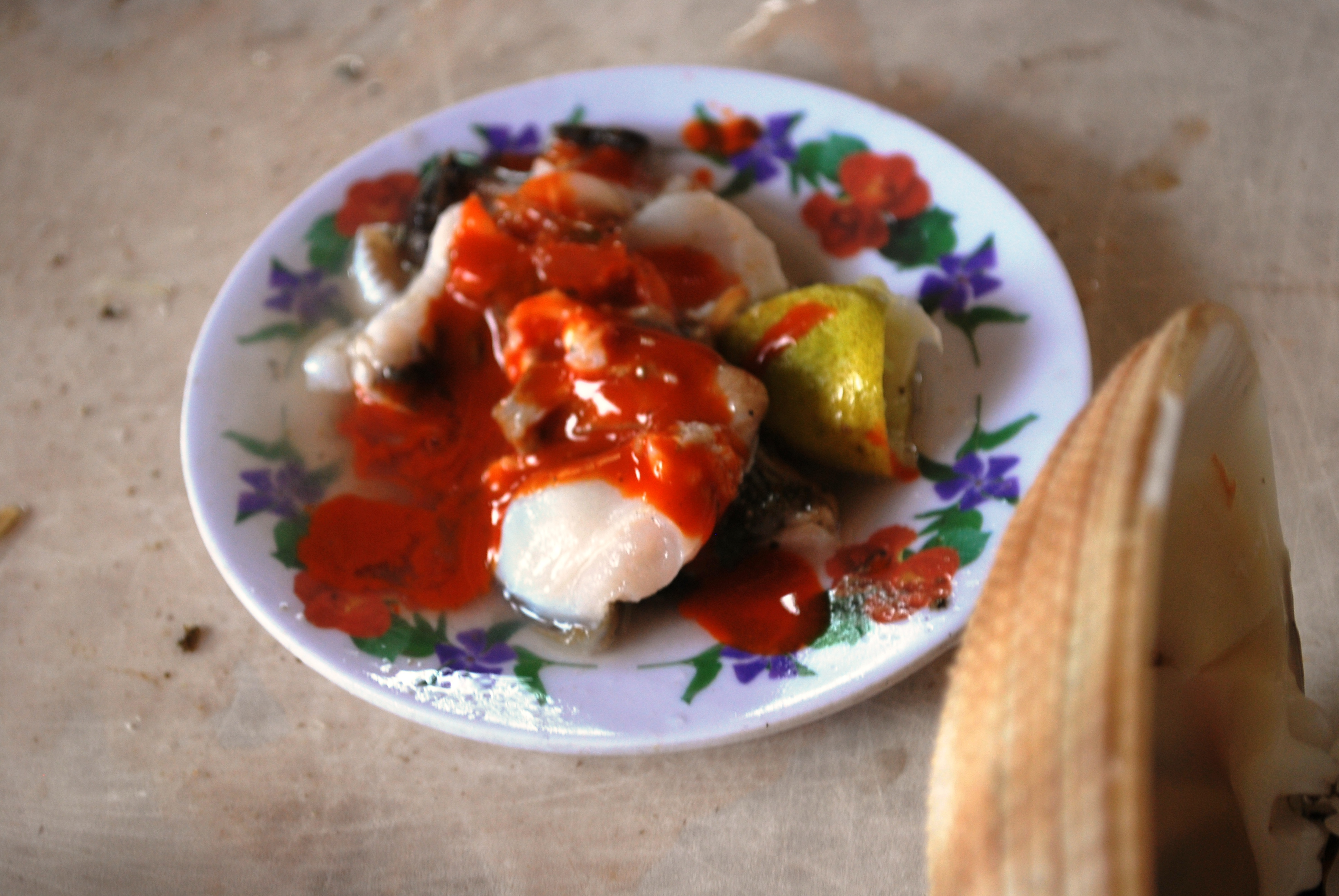
Moluscos crus preparados com suco de limão, sal e molho picante

A maioria dos lugares para comer na cidade são barracas de comida improvisada e restaurantes caros à beira-mar que servem frutos do mar e massas.
Barcos estão disponíveis para aluguer para pesca em alto mar ou para passear pelas praias isoladas localizadas a leste da baía. A maioria desses equipamentos aluga equipamentos para pesca e mergulho.
Todos os anos, em outubro, o porto realiza o festival chamado “Santos Angeles Custodios” (Santos Anjos da Guarda). O evento começa com uma missa festiva e inclui eventos culturais. Os destaques são a coroação da rainha e da princesa da festa e o desfile de barcos que foram decorados para a ocasião. Cada barco decola do píer decorado e cheio de passageiros que viajam de graça enquanto fazem um círculo ao redor da baía. Os barcos são julgados pela criatividade e originalidade. Outros festivais realizados aqui incluem o Dia da Marinha em 1º de junho, o Dia dos Pescadores em 5 de agosto, o Dia dos Mortos no cemitério local e a Semana da Cultura durante a segunda semana de dezembro.

## Educação
Um campus da Universidad del Mar está localizado em Puerto Ángel.

## Transporte
A região de Puerto Ángel é separada do resto de Oaxaca e do México pela Sierra Madre del Sur. A única rodovia daqui até a cidade de Oaxaca, a Rodovia 175, é extremamente sinuosa. A distância é de apenas 240 km, mas a viagem dura entre seis e sete horas. Quase todo o transporte de ônibus de outras partes do México para em Pochutla, onde é necessário transferir para outros meios para chegar a Puerto Ángel. É possível voar para Puerto Escondido ou Huatulco da Cidade do México ou da Cidade de Oaxaca e depois viajar por estrada para Puerto Ángel.
Em 2008, o presidente Felipe Calderón anunciou o Projeto Rodovia Cidade-Costa Oaxaca para ligar a capital do estado a Puerto Escondido e Huatulco com rodovias mais modernas. Com as novas rodovias, prevê-se que a viagem a cidades litorâneas como Puerto Ángel diminua de sete ou oito horas para cerca de duas ou três horas. O projeto começou em 2008 e estava programado para ser concluído em 2010.
A construção da nova rodovia tem sido mais lenta do que o projetado devido a vários fatores, como ações judiciais de moradores locais exigindo indenização por suas terras. Também a desaceleração econômica pós 2008 desempenhou um papel. No entanto, o trabalho estava ativo a partir de 2014. A data de conclusão atual é em algum momento de 2015.
A nova superestrada (supercarretera) geralmente segue a rota da atual Rodovia 175 de Oaxaca até Barranca Larga (perto de Ejutla de Crespo). De lá, corta uma nova rota para Ventanillas, Oaxaca na costa (cerca de 13 km a leste de Puerto Escondido, Oaxaca), onde se encontra com a antiga rodovia costeira 200.
O transporte público entre as cidades costeiras é geralmente na forma de caminhonetes equipadas para transportar passageiros, mas elas tendem a viajar apenas até Zipolite e não em Puerto Ángel. Para chegar às demais cidades litorâneas é necessário pegar um táxi, que pode ser feito coletivamente com outros passageiros. Entre Puerto Ángel e a cidade de Pochutla, há táxis coletivos e "ônibus" de picapes. Todas as formas de transporte passam pela estrada principal da cidade.

## Praias e águas

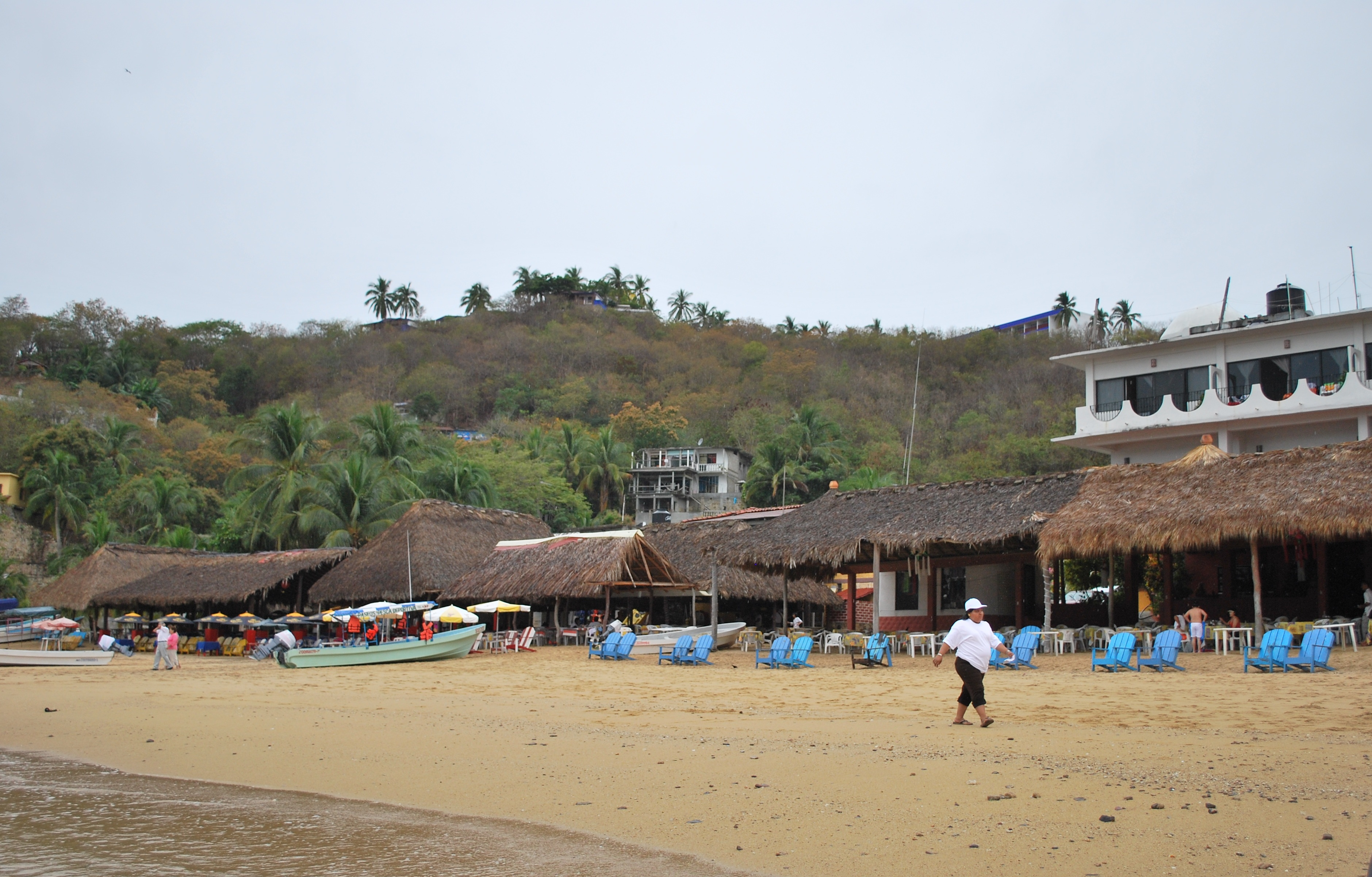
Playa Panteón

A cidade de Puerto Ángel fica em uma pequena baía em ferradura cuja entrada é protegida por afloramentos rochosos escarpados. Isso protege as duas praias da baía das fortes correntes oceânicas, comuns em outras praias ao longo desta costa, e torna esta área segura para banho. As águas aqui são claras com vários tons de verde e azul. Há uma grande diversidade de flora e fauna marinha, incluindo três das sete espécies de tartarugas marinhas do México, a tartaruga-de-pente, a tartaruga-prieta e a tartaruga-oliva. O porto está cheio de barcos de pesca, com pescadores trabalhando em terra para consertar suas redes de pesca amarelas e vermelhas. Grandes garças cinzentas mergulham nas águas rasas em busca de peixes, enquanto garças brancas e gaivotas pousam nas rochas acima da arrebentação.
A Playa Principal (Praia Principal) e a Playa Panteón (Praia do Cemitério) cobrem a maior parte da orla da Baía de Puerto Ángel. A Playa Principal (também conhecida como Playa del Muelle) não é recomendada para nadar perto do cais que tem muito tráfego de barcos de pesca. Este cais é mais movimentado pela manhã, quando os barcos de pesca chegam com suas capturas. O atum é o peixe mais comum, mas também se captura cioba, tubarão, bonito, veleiro, lagosta, concha, polvo e outros frutos do mar. Atum e lagosta são mais abundantes durante os períodos em que a temperatura da água é mais fria. O cais é muito alto para barcos de pesca, mas há boa pesca fora do cais principal, com muitos pescando peixes do tamanho de trutas mas com a forma de atum. É também um ponto de encontro popular ao anoitecer e ao amanhecer.
A Playa Principal está ligada à outra praia da baía por um passadiço de pedra que atravessa a falésia rochosa que as divide. É chamado de "andador". As ondas batem nas pedras abaixo da passarela e podem borrifar água do mar no caminho na maré alta. Depois de atravessar o andador, chega-se à Playa Panteón, que se traduz como "Praia do Cemitério". Esta praia tem o nome do cemitério comunitário que fica logo atrás dela. A areia é menos fina, mas é um pouco mais abrigada do que a Playa Principal e é popular para mergulho em torno das rochas. Esta praia está repleta de restaurantes e espreguiçadeiras e tem salva-vidas, o que não é comum no México.

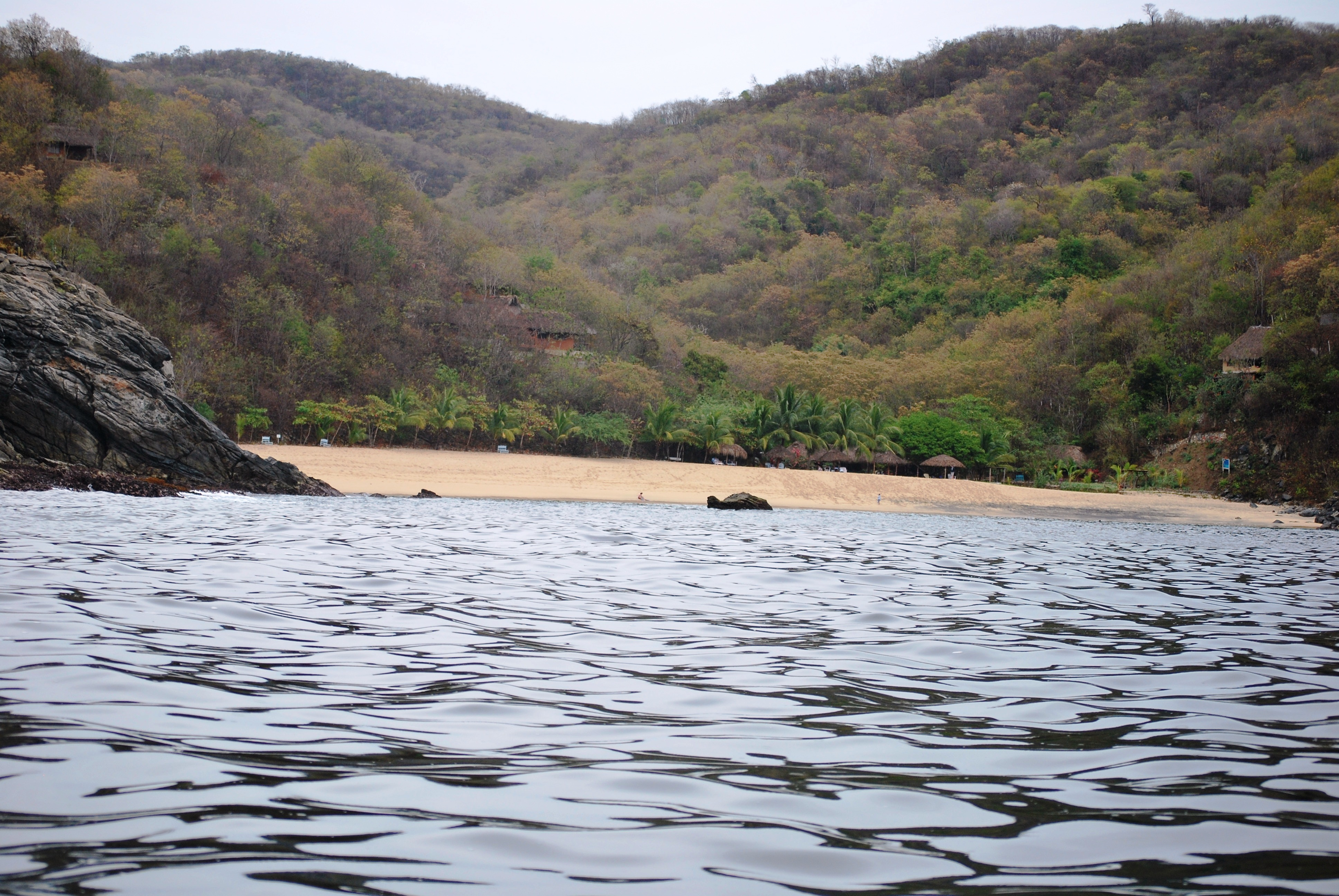
Praia Boquilla

Além das duas praias da baía, há várias pequenas enseadas isoladas com praias a leste de Puerto Ángel. Estes incluem Playa Ixtacahuite, Playa La Mina, Playa La Boquilla e Playa La Tijera. A Praia de Ixtacahuite é a melhor para mergulho e pesca recreativa porque fica ao lado de um recife de coral. A praia de La Boquilla fica em uma pequena baía rasa e é a melhor para mergulho com snorkel. Pode-se chegar por estrada com um veículo robusto, mas é mais fácil chegar de barco a partir de Puerto Ángel. Há um restaurante que está aberto durante a alta temporada.
Ao largo da costa de Puerto Ángel, em mar aberto, há uma grande e bem desenvolvida área de recifes de corais. Este recife ocupa um pequeno planalto oceânico que fica 15 a 20 metros abaixo da superfície e cerca de cinquenta a cem metros da terra mais próxima. Uma das espécies mais comumente encontradas é o coral negro ( Pocillopora damicornis ). Corais grandes são raros e encontrados principalmente no fundo dos recifes. Seis outras espécies de coral foram encontradas, incluindo Pocillopora capitata, Pocillopora meandrina, Pocillopora verrucosa, Pavona gigantea, Porites panamensis e uma espécie não descrita conhecida como Pocillopora sp. As colônias de Porites panamensis eram extremamente escassas, incrustantes e apareciam apenas em profundidades inferiores a três metros. O agaricídeo Pavona gigantea era raro, mas desenvolveu algumas grandes colônias com mais de um metro de altura, principalmente em zonas rochosas e em profundidades de três a cinco metros. A espécie não descrita não tem ramificações, mas desenvolve colônias com superfícies superiores completamente planas. As colônias são desenvolvidas em camadas com cada uma fisicamente separada do resto. Há evidências de uma morte maciça de coral e recolonização, mas não se sabe o que causou a morte do coral.

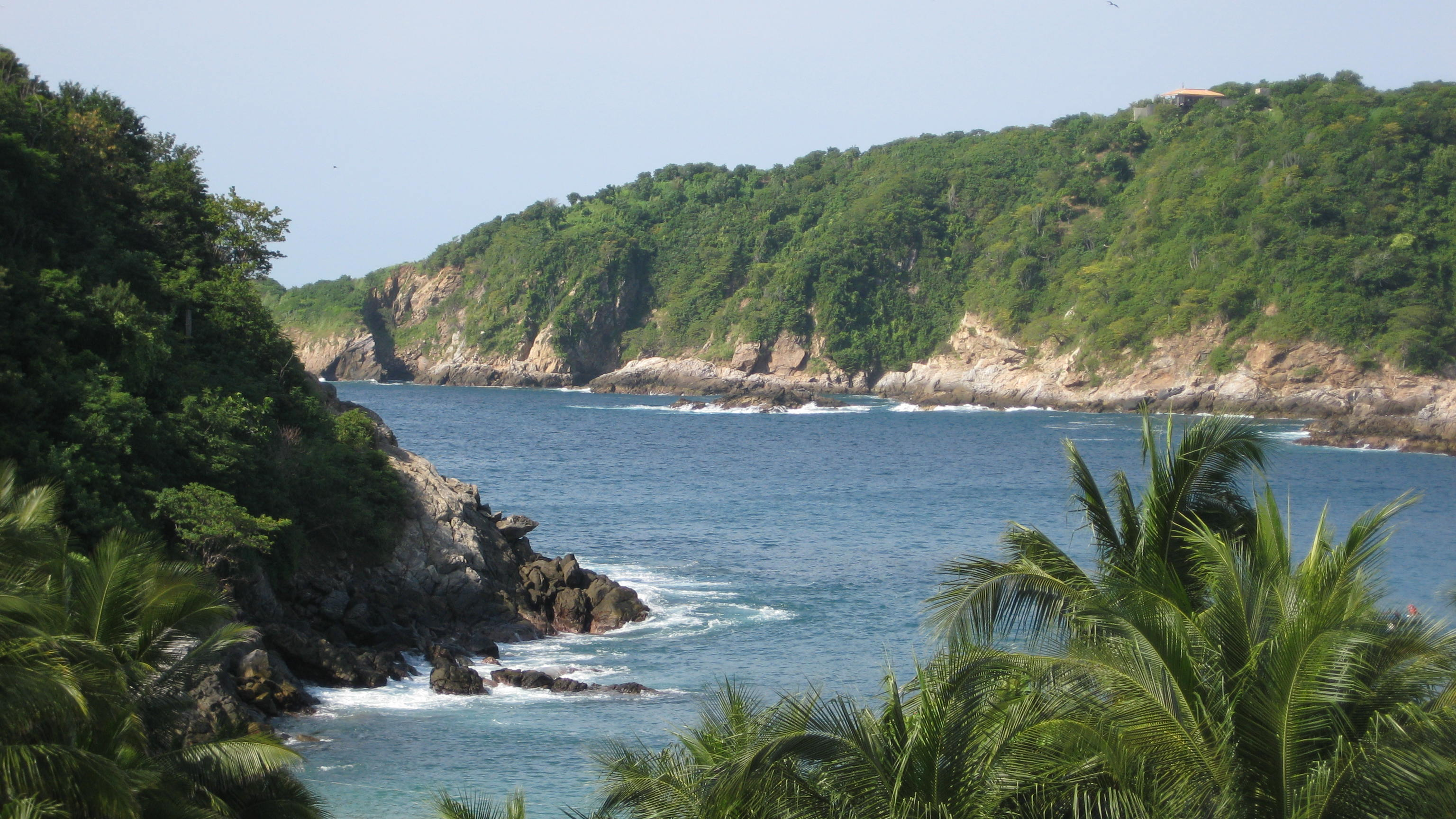
Puerto Ángel

## Atrações próximas
Perto de Puerto Ángel existem várias outras comunidades à beira-mar e outras atrações. A oeste estão Zipolite, San Agustinillo, Mazunte e La Ventanilla. Zipolite é uma praia turística popular famosa por permitir nudez. San Agustinillo é uma pequena área de praia dividida em três seções e Mazunte abriga o Centro Mexicano de la Tortuga. La Ventanilla tem praias quase virgens de frente para o mar aberto, mas é mais conhecida por sua lagoa onde os visitantes podem ver crocodilos, tartarugas e inúmeras aves em seus manguezais. Ligeiramente para o interior está a nascente de água doce El Paraíso e as cachoeiras de Los Reyes em Chacalapa.